# 馮衍
馮衍（前22年？—60年？），字敬通，京兆杜陵（今陝西西安）人，漢朝將軍。

## 生平
生卒年不詳。曾祖馮奉世。建平元年馮家有滅⾨之禍，死數⼗⼈。幼有奇才，九歲能誦《詩》，二十歲博通群書。其妻悍妒，不事家務，馮衍給小舅子寫信，要求休妻。王莽時，因為是新朝，馮衍辭不肯仕，新莽末年為更始將軍廉丹的文書官，王莽嚴令廉丹討伐山東，馮衍勸廉丹屯兵大郡，“何與軍覆於中原，身膏於草野，功敗名喪，恥及先祖哉？”廉丹不聽，力戰赤眉軍而死，馮衍回家後被舉發開小差，只好亡命河東（今山西）。
更始二年，在尚書僕射鮑永幕下擔任立漢將軍兼狼孟（今山西阳曲）县长，擁立劉玄，屯兵太原，曾馳書責備田邑投降。劉玄死後與鮑永降於光武帝，劉秀嫌他遲不歸降，只讓他當個小小的曲陽（今河北曲阳）縣令，任內逮殺大盜郭勝，勸降五千餘人，但遭人讒毀，沒有得到獎賞。建武六年（30年）趁日蝕之際，陳述八事，光武帝本想召見他，又見谗於令狐略等人。因與外戚陰興、陰就交往，轉遷司隸從事，結果皇帝以“懲西京外戚賓客，故皆以法繩之”下旨查辦，馮衍不得不“詣洛陽詔獄”（自動到案），免官歸里，終不見用。建武⼆⼗⼋年廢妻，續娶任⽒。約卒於永平三年（60年）。晚年撰《顯志賦》以自傷不遇，所謂“久棲遲於小官，不得舒其所懷。抑心折節，意淒情悲。”明人張溥輯有《馮曲陽集》。

## 延伸阅读
[在维基数据编辑]
 在维基文库阅读此作者作品
 《後漢書·卷28上》，出自范晔《後漢書》
 《東觀漢記》